# Айрапетян, Овик
Овик Айрапетян (арм. Հովիկ Հայրապետյան; род. 15 февраля 1990, Степанакерт, НКАО, Азербайджанская ССР) — армянский шахматист, мастер ФИДЕ (2010), международный мастер (2011), первый гроссмейстер непризнанной Нагорно-Карабахской Республики (НКР) (2013). Семикратный чемпион НКР (на 2010 год), обладатель Кубка Федерации шахмат НКР 2015 года, победитель Мемориала Андраника Маргаряна 2020 года.
В 2010 году выиграл первый чемпионат Армении по решению шахматных композиций, посвящённый Генриху Каспаряну.

## Таблица результатов
| Год  | Город  | Турнир                 | + | − | = | Результат | Место |
| ---- | ------ | ---------------------- | - | - | - | --------- | ----- |
| 2013 | Ереван | 73-й чемпионат Армении | 3 | 3 | 3 | 4½ из 9   | 5—6   |
| 2014 | Ереван | 15-й чемпионат Европы  | 4 | 6 | 1 | 4½ из 11  | 208   |

## Изменения рейтинга
| Графики недоступны из-за технических проблем. См. информацию на Фабрикаторе и на mediawiki.org. |